# Alliance polonaise
L'Alliance polonaise (en polonais : Porozumienie Polskie) est un petit parti politique polonais nationaliste, fondé en 1999 par Jan Łopuszański, ancien député de l'Alliance électorale Solidarité. Il avait trois députés qui siégeaient à la Diète avec le groupe de la Ligue des familles polonaises entre 2003 et 2005.